# Erneville-aux-Bois
 Erneville-aux-Bois  es una población y comuna francesa, en la región de Lorena, departamento de Mosa, en el distrito de Commercy y cantón de Commercy.

## Demografía
| 304 | 262 | 199 | 216 | 200 | 174 |
| Para los censos de 1962 a 1999 la población legal corresponde a la población sin duplicidades (Fuente: INSEE [Consultar]) |     |     |     |     |     |

## Clima
| Parámetros climáticos promedio de Erneville (France) | Parámetros climáticos promedio de Erneville (France) | Parámetros climáticos promedio de Erneville (France) | Parámetros climáticos promedio de Erneville (France) | Parámetros climáticos promedio de Erneville (France) | Parámetros climáticos promedio de Erneville (France) | Parámetros climáticos promedio de Erneville (France) | Parámetros climáticos promedio de Erneville (France) | Parámetros climáticos promedio de Erneville (France) | Parámetros climáticos promedio de Erneville (France) | Parámetros climáticos promedio de Erneville (France) | Parámetros climáticos promedio de Erneville (France) | Parámetros climáticos promedio de Erneville (France) | Parámetros climáticos promedio de Erneville (France) |
| Mes                                                  | Ene.                                                 | Feb.                                                 | Mar.                                                 | Abr.                                                 | May.                                                 | Jun.                                                 | Jul.                                                 | Ago.                                                 | Sep.                                                 | Oct.                                                 | Nov.                                                 | Dic.                                                 | Anual                                                |
| ---------------------------------------------------- | ---------------------------------------------------- | ---------------------------------------------------- | ---------------------------------------------------- | ---------------------------------------------------- | ---------------------------------------------------- | ---------------------------------------------------- | ---------------------------------------------------- | ---------------------------------------------------- | ---------------------------------------------------- | ---------------------------------------------------- | ---------------------------------------------------- | ---------------------------------------------------- | ---------------------------------------------------- |
| Temp. máx. abs. (°C)                                 | 16                                                   | 21.2                                                 | 25                                                   | 27.9                                                 | 32.2                                                 | 35                                                   | 36.4                                                 | 39                                                   | 32.6                                                 | 27                                                   | 22.5                                                 | 17.6                                                 | 39                                                   |
| Temp. máx. media (°C)                                | 4                                                    | 5.8                                                  | 9.6                                                  | 13                                                   | 17.6                                                 | 20.5                                                 | 23.3                                                 | 23.3                                                 | 19.1                                                 | 13.9                                                 | 7.8                                                  | 5.1                                                  | 13.6                                                 |
| Temp. media (°C)                                     | 1.4                                                  | 2.4                                                  | 5.3                                                  | 7.7                                                  | 12.1                                                 | 14.9                                                 | 17.4                                                 | 17.3                                                 | 13.9                                                 | 9.9                                                  | 4.8                                                  | 2.6                                                  | 9.2                                                  |
| Temp. mín. media (°C)                                | -1.3                                                 | -1.1                                                 | 1                                                    | 2.5                                                  | 6.5                                                  | 9.4                                                  | 11.4                                                 | 11.3                                                 | 8.7                                                  | 5.9                                                  | 1.7                                                  | 0.2                                                  | 4.7                                                  |
| Temp. mín. abs. (°C)                                 | -23.3                                                | -24.2                                                | -19                                                  | -8.7                                                 | -5.2                                                 | -1.4                                                 | 1.1                                                  | 0.7                                                  | -3.8                                                 | -8.4                                                 | -14.6                                                | -27                                                  | -27                                                  |
| Precipitación total (mm)                             | 103.2                                                | 89.3                                                 | 83.7                                                 | 69.3                                                 | 77.3                                                 | 85                                                   | 80.6                                                 | 67.4                                                 | 79.4                                                 | 96.8                                                 | 98.9                                                 | 114.3                                                | 1045.2                                               |
| Fuente: Météo climat stats «Clima de Erneville».     |                                                      |                                                      |                                                      |                                                      |                                                      |                                                      |                                                      |                                                      |                                                      |                                                      |                                                      |                                                      |                                                      |